# Erik Marcusson
Erik Marcus Marcusson, född 6 januari 1947 i Göteborg, död 4 juni 2018 i Pershyttan, var en svensk folkskollärare och konstnär. 
Marcusson studerade konst privat för Gunnar von Gegerfelt och fortsatte därefter vid Gustavus Primus målarskola i Göteborg samt Gerlesborgsskolan på västkusten. Hans konst består av natur och djurskildringar i akvarell eller olja. Vid sidan av sitt eget skapande drev han tillsammans med sin fru Pia Nordlund Galleri Dalhem i Pershyttan utanför Nora.

## Diskografi
- 2009 – Som ett rö